# Ligne S10 du RER bruxellois
Pour les articles homonymes, voir S10.
La ligne S10 du RER bruxellois, plus simplement nommée S10, est une ligne de train de l'offre ferroviaire suburbaine à Bruxelles, composante du projet Réseau express régional bruxellois, elle traverse Bruxelles sur un axe Nord-Sud en réalisant une boucle complète : Alost - Bruxelles - Termonde.
Elle emprunte les infrastructures de la ligne 50 (ligne omnibus Bruxelles-Gand), de la ligne 0 Bruxelles-Midi - Bruxelles-Nord, de la ligne 28 (Bruxelles-Jette) et de la ligne 60 (Jette-Termonde).

## Histoire
La ligne S10 fait partie de l'offre ferroviaire S de Bruxelles lancée le 13 décembre 2015,.
Elle permet la desserte conjointe des lignes 50 et 60 en traversant Bruxelles par la jonction Nord-Midi et la Ligne 28.
Elle est actuellement exploitée au rythme d’un train par heure dans chaque sens (en semaine) avec deux trains supplémentaires aux heures de pointe. Les week-ends et jours fériés la cadence est d’un train par heure.

## Liste des gares

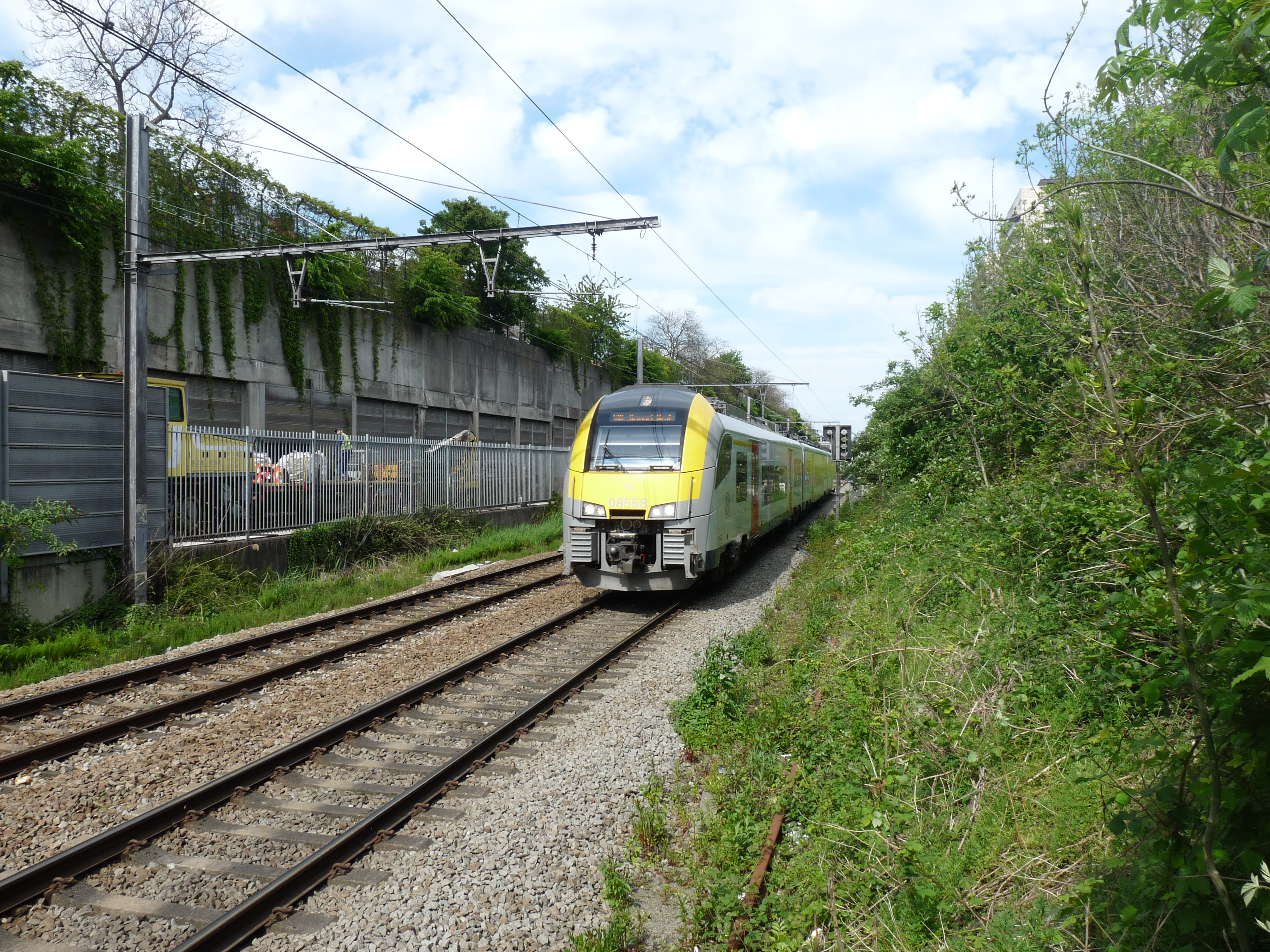
La ligne S10 emprunte la ligne 28, également appelée ligne de ceinture ouest

La desserte de la ligne S10 comporte les gares suivantes :
- Alost
- Erembodegem
- Denderleeuw
- Liedekerke
- Essene-Lombeek
- Ternat
- Bodeghem-Saint-Martin
- Dilbeek
- Grand-Bigard
- Berchem-Sainte-Agathe
- Jette
- Bockstael
- Bruxelles-Nord
- Bruxelles-Central
- Bruxelles-Midi (terminus théorique)[4]
- Bruxelles-Ouest
- Simonis
- Tour et Taxis
- Jette
- Zellik
- Asse
- Mollem
- Merchtem
- Opwjk
- Heizijde
- Lebbeke
- Saint-Gilles-lez-Termonde
- Termonde

## Exploitation
Tous les trains réguliers de la ligne S10 sont composés d’automotrices Siemens Desiro ML série AM 08 de la SNCB. La plupart des trains sont composés de deux automotrices (soit six voitures) ou trois automotrices (neuf voitures), plus rarement une seule (trois voitures).
Les deux trains supplémentaires d’heure de pointe, qui circulent uniquement entre Alost et Bruxelles-Midi (le matin) et entre Bruxelles-Midi et Alost (l’après-midi) sont composés d’automotrices classiques ou de voitures M4 tractées par une locomotive série 21 ou 27. Durant les congés, ces rames sont remplacées par une paire d'automotrices Desiro.